# Jacques Delille
Jacques Delille noto come abbé Delille (Clermont-Ferrand, 22 giugno 1738 – Parigi, 2 maggio 1813) è stato un poeta e traduttore francese, considerato il più importante poeta francese, assieme a Voltaire, del XVIII secolo.

## Biografia
Delille studiò dapprima presso il parigino Collège de Lisieux, poi in quello di Beauvais e infine al Collège de la Marche di Parigi.
Intraprese in seguito la carriera di insegnante di humanae litterae ad Amiens ed a Parigi, e divenne improvvisamente celebre per la sua traduzione, nel 1769, delle Georgiche di Virgilio, realizzata nonostante il parere contrario di Louis Racine.
Questa opera indicò il proliferare di una "agromania" sempre più crescente, e manifestò la via da seguire per intraprendere un ritorno verso la via della natura. Ricevette molti consensi e lodi anche da personaggi autorevoli, quali Federico il Grande e Voltaire, che ottenne per il suo collega Delille la nomina all'Accademia francese. Infine il governò gli offrì il ruolo di professore di poesia latina presso il Collegio di Francia.

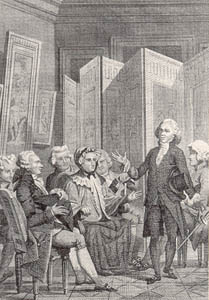
L'abbé Delille recita La Conversation nel salone di Madame Geoffrin

La fama di Delille aumentò vertiginosamente dopo la morte di Voltaire e in quegli stessi anni Delille ricevette la personale protezione da parte di Madame Geoffrin, di Maria Antonietta e di Carlo X di Francia.
Nel 1782, la pubblicazione del poema didattico-descrittivo Les Jardins, nel quale l'autore evidenziò i primi segnali di una sensibilità preromantica, fu un vero e proprio trionfo, che però fu di effimera durata, a causa della Rivoluzione francese, durante la quale Delille non solo fu messo in ombra, ma rischiò anche la vita, che gli fu salvata grazie all'amicizia del procuratore della Comune, Chaumette.
Dal 1794 Delille preferì scegliere l'esilio, dapprima in Svizzera, poi in Germania e infine in Inghilterra, dove incominciò la traduzione dell'Eneide di Virgilio (1804) e la composizione di un poema sulla natura intitolato L'Homme des champs, bissato da Les Trois règnes de la nature (1804), dove cercò di esprimere attraverso un linguaggio poetico verità filosofiche e metafisiche.
Dopo aver terminato la traduzione del Paradiso perduto di John Milton, si attirò le ire e le critiche dei rivoluzionari con il libretto La Pitié, di impronta legittimista.
Richiamato in patria da Napoleone, intorno al 1802, riprese tutti i suoi privilegi ed i suoi incarichi e ripropose una versione aggiornata de L'Homme des champs, nel quale propose il binomio felicità e vita di campagna.
Concluse la sua carriera letteraria con un'opera deludente rispetto alle precedenti, la Conversation, poemetto in tre atti (1812).

## Opere
- Essai sur l'homme de Pope, 1765
- Les Géorgiques de Virgile, 1770
- Les jardins ou l'art d'embellir les paysages
- Bagatelles jetées au vent, 1799

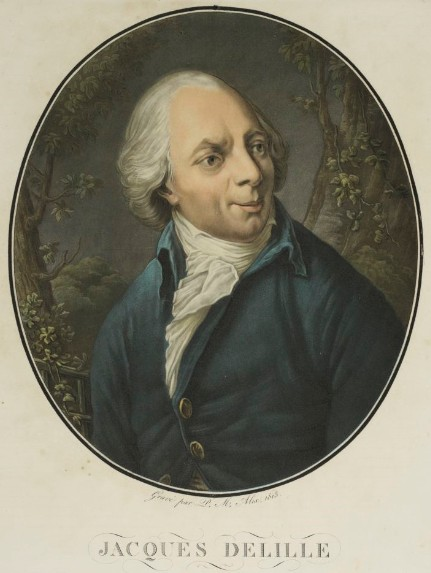
Jacques Delille

- L'homme des champs, ou les Géorgiques françaises, 1800
- Dithyrambe sur l'immortalité de l'âme, 1802
- Poésies fugitives, 1802
- La Pitié, 1803
- L'Énéide de Virgile traduite, 4 tomi, Paris, Giguet et Michaud, 1804
- Le paradis perdu de Milton, 1805
- L'imagination, 1806
- Les Bucoliques de Virgile, 1806
- Les Trois règnes de la nature, 1809
- La conversation, 1812